# Bistum La Paz en la Baja California Sur

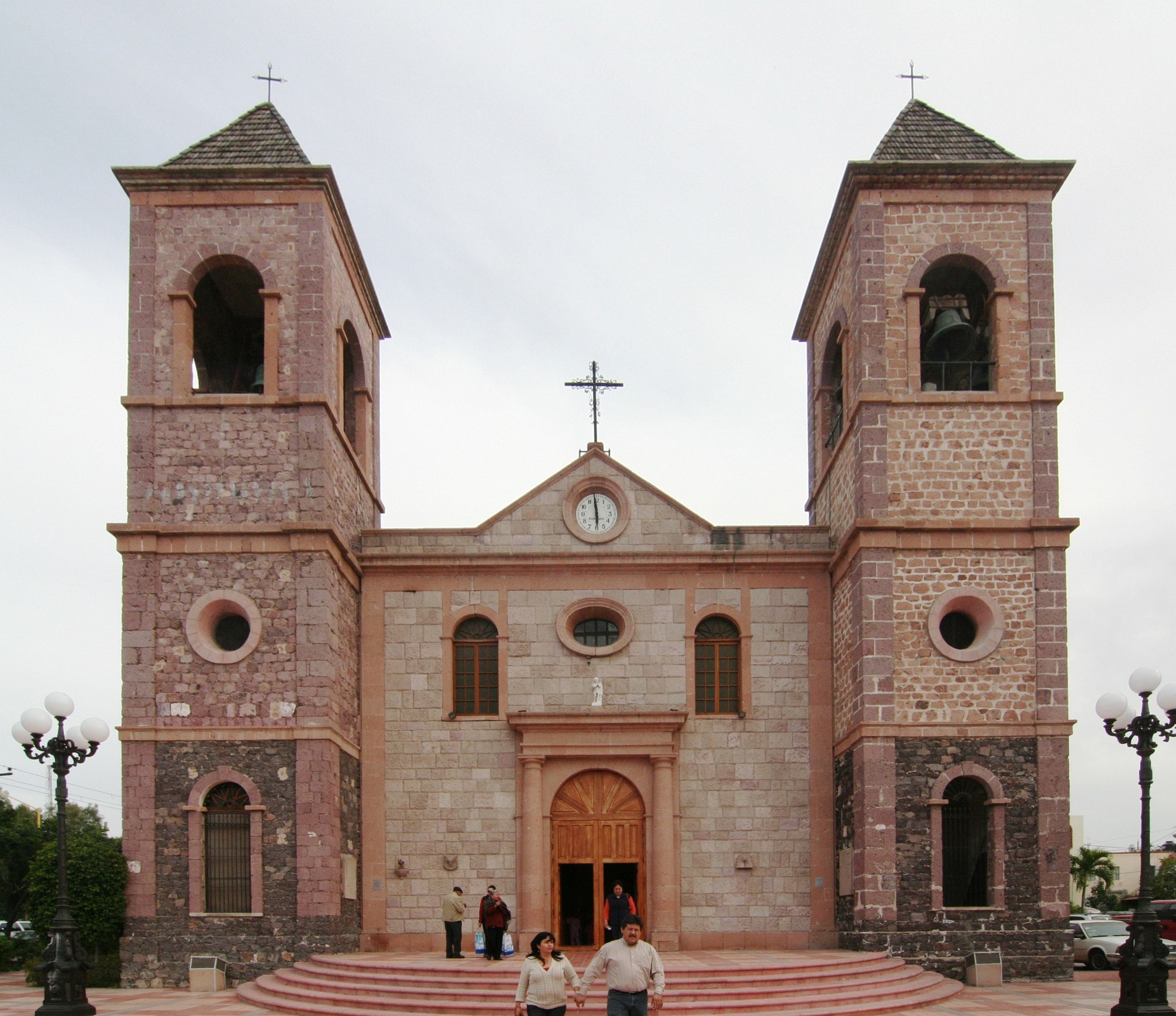
Kathedrale Nuestra Señora de la Paz in La Paz

Das Bistum La Paz en la Baja California Sur (lat.: Dioecesis Paciensis in California Inferiori Meridionali, span.: Diócesis de La Paz en la Baja California Sur) ist eine in Mexiko gelegene römisch-katholische Diözese mit Sitz in La Paz.

## Geschichte
Das Bistum La Paz en la Baja California Sur wurde am 13. April 1957 durch Papst Pius XII. mit der Apostolischen Konstitution Qui arcana Dei aus Gebietsabtretungen des Apostolischen Vikariates Niederkalifornien als Apostolische Präfektur La Paz en la Baja California Sur errichtet. Die Apostolische Präfektur La Paz en la Baja California Sur wurde am 1. März 1976 durch Papst Paul VI. mit der Apostolischen Konstitution Cum compertum zum Apostolischen Vikariat erhoben.
Am 21. März 1988 wurde das Apostolische Vikariat La Paz en la Baja California Sur durch Papst Johannes Paul II. mit der Apostolischen Konstitution Quandoquidem consilium zum Bistum erhoben und dem Erzbistum Hermosillo als Suffraganbistum unterstellt. Das Bistum La Paz en la Baja California Sur wurde am 25. November 2006 durch Papst Benedikt XVI. mit der Apostolischen Konstitution Mexicani populi dem Erzbistum Tijuana als Suffraganbistum unterstellt.

## Ordinarien

### Apostolische Präfekten von La Paz en la Baja California Sur
- Júan Giordani FSCJ, 1958–1972
- Gilberto Valbuena Sánchez, 1972–1976

### Apostolische Vikare von La Paz en la Baja California Sur
- Gilberto Valbuena Sánchez, 1976–1988

### Bischöfe von La Paz en la Baja California Sur
- Gilberto Valbuena Sánchez, 1988–1989, dann Bischof von Colima
- Braulio Rafael León Villegas, 1990–1999, dann Bischof von Ciudad Guzmán
- Miguel Ángel Alba Díaz, seit 2001